# Ca Garriga
Ca Garriga és una obra amb elements neoclàssics de Valls (Alt Camp) protegida com a Bé Cultural d'Interès Local.

## Descripció
Construcció amb baixos i tres plantes d'habitatges, hi ha tres obertures per planta. En la primera planta hi ha un balcó corregut, en el qual destaquen la zona inferior del voladís per al motlluratge. Els balcons del segon i tercer pis són independents i d'amplada inferior als corresponents a la tercera planta, que té una cornisa.
Tot el conjunt és força equilibrat; les pintures esgrafiades de la primera planta i el treball de la forja dels balcons són els elements a destacar. Aquestes pintures són degudes a Folch i tenen com a material bàsic la llet i van ser acabades durant l'any 1895, per Sant Josep.

## Història
Durant molts anys aquesta casa d'estil eclèctic va ser notaria de la ciutat i de tota la comarca de l'Alt Camp, fins que es va traslladar al carrer Tomàs Caylà. La construcció data de l'any 1867.